# Trochetia boutoniana
Trochetia boutoniana de asemenea, cunoscută sub numele nativ creol ca și boucle d'oreille („cercel”) este un arbust din genul Trochetia endemic în Mauritius. Inclus în mod tradițional în familia Sterculiaceae, este inclus în extinsele Malvaceae din APG și majoritatea sistematicilor ulterioare.

## Descriere

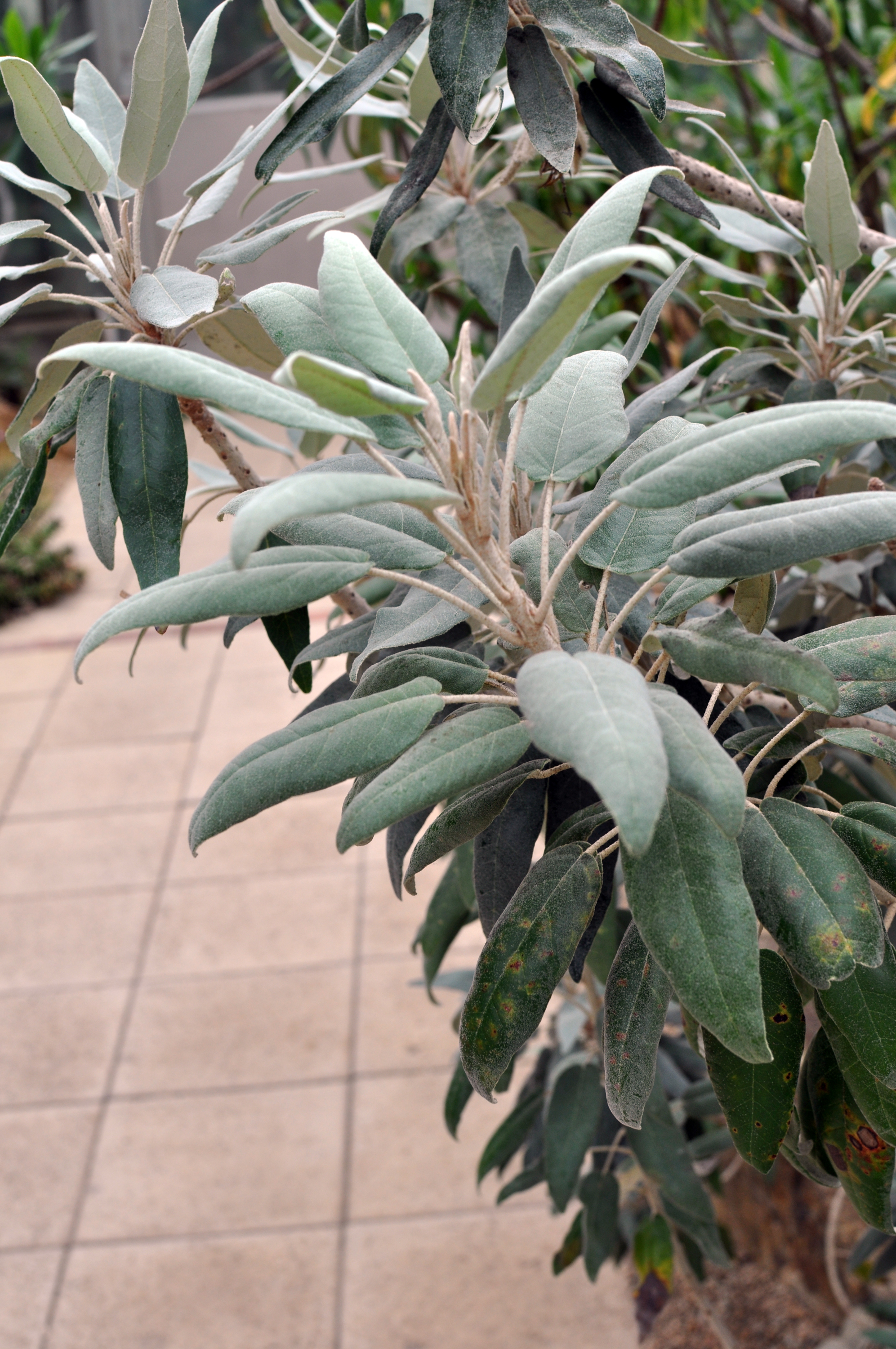
Frunze

Poate ajunge la o înălțime de până la 3 m. Frunzele sunt în formă ovală și datorită adaptărilor sale xerofite este pieloasă pe părțile inferioare. De asemenea, stipulele sunt prezente. Petalele au între 5 și 6 cm și cresc asimetric. Ele sunt în formă de clopot și culoarea lor este roșu închis, cu un fundal alb. Capsula este globulară și conține până la 10 semințe negre. Timpul de înflorire al plantei este din iunie până în octombrie.
Această plantă este relativ rară din cauza regenerării sale slabe și datorită maimuțelor care se hrănesc cu mugurii de flori. Singurele evenimente sunt pe pantele Le Morne Brabant, Mauritius. Datorită eforturilor botanistului Joseph Gueho, semințele au fost germinate cu succes și inzroduse în cultură pentru prima dată în 1973.
Trochetia boutoniana este floarea națională a statului Mauritius din 1992 și este adesea ilustrată pe timbrele din Mauritius. A fost numită după botanistul francez Louis Bouton.